# Les Enfants terribles (roman)
Pour les articles homonymes, voir Les Enfants terribles.
Les Enfants terribles est un roman de Jean Cocteau paru en 1929 aux éditions Bernard Grasset. Réédité en 1931 dans la collection «Le Livre de Demain» (Arthème Fayard) avec des bois originaux de Guy Dollian dans le plus pur style Art Déco. Ce roman possède un riche intertexte, avec de nombreuses références littéraires, poétiques, mythologiques et bibliques.

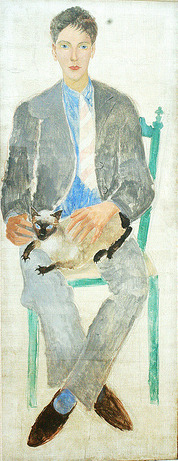
Christopher Wood, Boy with cat (1926), Cambridge, Kettle's Yard. Portrait de Jean Bourgoint.

## Résumé
Paul veut aller voir son idole Dargelos, le coq du collège, pour lui montrer de quoi il est capable. Mais, lorsqu'il arrive devant lui, l'acolyte de celui-ci lui jette une boule de neige au visage — puis Dargelos lui jette en pleine poitrine une pierre enveloppée de neige. Paul s'évanouit, le censeur et le concierge arrivent et interrogent Dargelos sur ce qui s'est passé. Paul, qui a repris conscience, disculpe Dargelos, bien que Gérard, l'ami de Paul, le dénonce. Le censeur laisse partir Dargelos. De retour chez lui, Paul est condamné à garder la chambre : il ne la quittera plus. Enfant délaissé par une mère mélancolique, il est livré à lui-même, gouverné par sa fantaisie et celle de sa sœur Élisabeth ; tous deux vont transformer leur chambre en une scène permanente et y jouer indéfiniment la comédie de l'enfance. Comédie à peine troublée par la mort de la mère, qui les laisse libres de leur destin, libres d'explorer sans entraves leur univers imaginaire, libres de nier le monde réel, le monde des adultes, de la raison, qui semble ne jamais devoir les rattraper.

## Personnages
- Dargelos : cancre collectionnant les poisons puis les armes, ce Gavroche rock-and-roll avant l'heure a fasciné des générations d'adolescents. Il s'agit d'une évocation du premier amour déçu de l'auteur, raconté par celui-ci dans son opuscule autobiographique Le Livre blanc (1930)[2].
- Paul : victime de Dargelos, il reste affaibli et doit garder la chambre indéfiniment.
- Élisabeth : sœur de Paul, qui s'occupe de lui et de sa mère, jusqu'à ce que celle-ci meure.
- Gérard : ami et camarade de classe de Paul, il est amoureux d'Élisabeth, qui le repousse.
- Agathe : orpheline dès son plus jeune âge, elle rencontre Élisabeth lorsque cette dernière devient mannequin. Elle est amoureuse de Paul.

Le mode de vie de Paul et Élisabeth a été inspiré par celui de Jeanne et Jean Bourgoint, amis de Cocteau de 1925 à 1929.

## Adaptations
- Le roman a été adapté au cinéma en 1950 par Jean Cocteau lui-même dans un film du même nom réalisé par Jean-Pierre Melville[4].
- Il a été adapté au théâtre et mis en scène par Jean Christophe Barbaud (avec Olivier Poivre d'Arvor en tant que conseiller littéraire) en 1984[5].
- Le ballet La Boule de Neige (1985) du chorégraphe Fabrizio Monteverde sur une musique de Pierluigi Castellano est basé sur ce roman[6].
- Il a aussi été adapté pour la radio en 1947 et à l'opéra en 1996.
- L'écrivain Gilbert Adair s'est inspiré du roman de Cocteau et du film du même nom réalisé par Melville pour sa nouvelle The Holy Innocents (en) (1988), qu'il a adaptée pour le film Innocents: The Dreamers de Bernardo Bertolucci en 2003.
- Les Enfants terribles a été adapté en 2022 à l'Opéra de Rennes, mis en scène par Phia Ménard.